# Notiobiella ochracea
Notiobiella ochracea is een insect uit de familie van de bruine gaasvliegen (Hemerobiidae), die tot de orde netvleugeligen (Neuroptera) behoort. 
Notiobiella ochracea is voor het eerst wetenschappelijk beschreven door Nakahara in 1966.